# Marjory Stoneman Douglas
Marjory Stoneman Douglas (7 de abril de 1890 - 14 de mayo de 1998) fue una columnista estadounidense, escritora, feminista y ecologista, conocida por su defensa de los Everglades contra los esfuerzos para drenarlo y recuperar tierras para el desarrollo. Se mudó a Miami cuando era joven para trabajar para The Miami Herald, Douglas se convirtió en una escritora independiente, produciendo más de un centenar de cuentos cortos que fueron publicados en revistas populares. Su obra más influyente fue el libro Everglades: Río de hierba (1947), que redefine el concepto popular de los Everglades como un río atesorado en lugar de un pantano sin valor; su impacto ha sido comparado con el del influyente libro de Rachel Carson llamado Primavera Silenciosa (1962). Su carrera periodística, historias y libros le dieron influencia en Miami, la cual usó para promover sus causas.
Inclusive como una mujer joven, Douglas era abierta y políticamente consciente de muchos temas que incluyeron el sufragio femenino y los derechos civiles. Fue llamada para ocupar un lugar central en la protección de los Everglades cuando tenía 79 años. Para los restantes 29 años de su vida, era "una periodista implacable y líder en las cruzadas sin miedo" para la preservación y la restauración de la naturaleza del sur de la Florida.  Sus esfuerzos incansables le dieron el apodo (con algunas variantes) de "La gran dama de los Everglades"  así como la hostilidad de los intereses agrícolas y empresariales que buscan beneficiarse del desarrollo de tierra en Florida. Se hizo merecedora de numerosos premios, incluyendo la Medalla Presidencial de la Libertad, y fue colocada en varios salones de la fama.
Douglas vivió hasta la edad de 108 años, trabajando hasta casi el final de su vida para la restauración de los Everglades. A su muerte, un obituario en The Independent en Londres decía: "en la historia del movimiento ambientalista estadounidense, ha habido pocas figuras tan notables como Marjory Stoneman Douglas."

## Primeros años

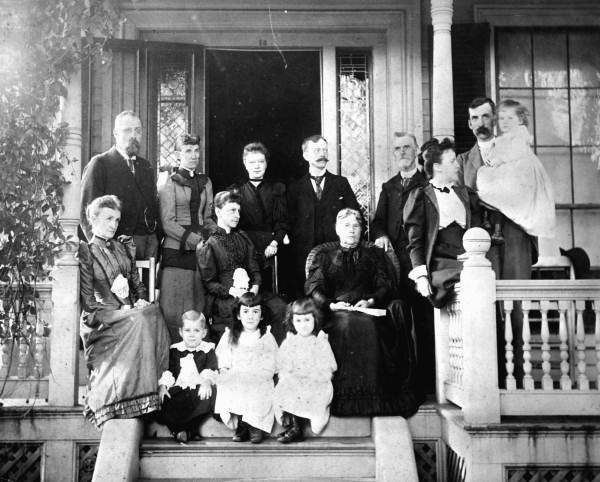
Las familias Stoneman y Trefethen juntas en 1893. Marjory es cargada por su padre a la derecha.

Marjory Stoneman nació el 7 de abril de 1890, en Mineápolis, Minnesota; hija única de Frank Bryant Stoneman (1857-1941) y de la concertista de violín Lillian Trefethen (1859-1912). Uno de sus primeros recuerdos era su padre leyéndole La Canción de Hiawatha, durante la cual ella estalló en sollozos al enterarse de que el árbol tuvo que dar su vida para proveer a Hiawatha de la madera para una canoa. Ella era una lectora voraz y temprana. Su primer libro fue Alicia en el País de las Maravillas, que mantuvo hasta la edad adulta hasta que "un demonio en forma humana debe haberlo tomado prestado y no lo trajo de vuelta". Visitó Florida cuando tenía cuatro años, y su recuerdo más vívido del viaje fue estar recogiendo una naranja de un árbol en el Hotel Tampa Bay, a partir de ahí ella y sus padres se embarcaron en un crucero que recorrería Tampa hasta La Habana.
Cuando tenía seis años, los padres de Marjory se separaron. Su padre sufrió  una serie de fallos en sus intentos por emprender, y la inestabilidad causó que su madre quisiera mudarse precipitadamente a la casa de la familia Trefethen en Taunton, Massachusetts. Allí vivía con su madre, su tía, y sus abuelos, quienes no consiguieron convivir bien juntos y que constantemente hablaban mal de su padre, para su disgusto.
Su madre, a quien Marjory caracterizaba como "tensa", se encontró en la necesidad de estar en un sanatorio mental en Providence varias veces. La separación de sus padres y la controvertida  vida con la familia de su madre causaron que sufriera pesadillas nocturnas. Ella justificaba su forma de ser "escéptica y disentida" por su débil crianza.
De joven, Marjory encontró consuelo en la lectura y con el tiempo empezó a escribir. A los dieciséis años contribuyó a la publicación de uno de los periódicos juveniles  más populares, el St. Nicholas Magazine — también el primer editor de escritores del siglo XX F. Scott Fitzgerald, William Faulkner y Rachel Carson — con un rompecabezas titulado "Las partidas dobles y Curtailings". En 1907, recibió un premio del Boston Herald por un cuento titulado "Una mañana en la canoa", que trata sobre un niño que mira un amanecer desde una canoa. Sin embargo, como la salud mental de su madre que se deterioró, Marjory tomó más responsabilidades, eventualmente dirigiendo algunas de las finanzas familiares y adquiriendo una madurez influida sobre ella por las circunstancias.

### Educación y matrimonio

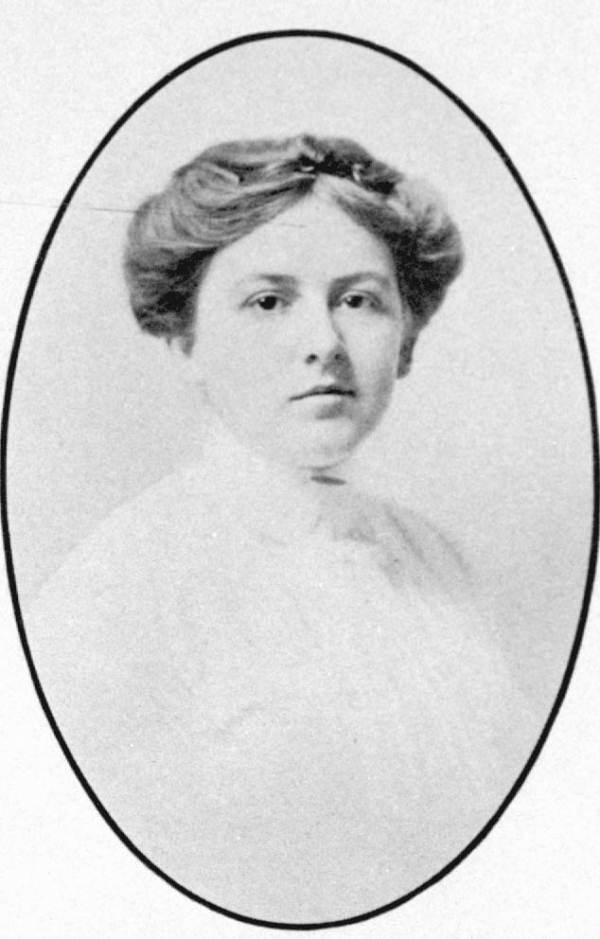
Marjory Stoneman en su último año en el Colegio Wellesley

Marjory se fue a la Universidad en 1908, a pesar de tener graves dudas sobre el estado mental de su madre. Su tía y su abuela compartían sus preocupaciones, pero reconocieron que ella tenía que irse para comenzar su propia vida. Era una buena estudiante sin tener que estudiar mucho.  Asistió al Colegio Wellesley, donde se graduó con una Licenciatura en inglés en 1912. Ella encontró sus propios dones particulares en una clase de dicción y se unió al primer club de sufragio con seis de sus compañeras de clase. Ella fue elegida como "Oradora de la Clase" en Wellesley, pero fue incapaz de cumplir con la tarea, puesto que ya estaba involucrada en otras actividades.
Durante su último año de universidad mientras visitaba su casa, su madre le mostró un bulto en el pecho. Marjory arregló una cita en cirugía para que fuera extirpado. Después de la ceremonia de graduación, su tía le informó que la enfermedad de su madre se había extendido -metástasis-, y que dentro de unos meses, su madre estaría muerta. La familia le encomendó a Marjory hacerse cargo de los arreglos del funeral.
Después de pasar con amigos de la universidad por unos puestos de trabajo para los que ella no se sentía adecuada, Marjory Stoneman se reunió a Kenneth Douglas en 1914. Ella estaba tan impresionada con sus modales y sorprendida por la atención que él le mostró, se casó con él dentro de tres meses. Él se presentó como editor de un periódico 30 años mayor que ella, pero el matrimonio fracasó rápidamente cuando se hizo evidente que era un estafador. Marjory no delataría el verdadero peso de la bigamia de su marido a pesar de la sinceridad que la caracterizaba en otros aspectos. Es posible que involuntariamente, Marjory pudo haberse casado con Douglas mientras él ya estaba casado con otra mujer. Mientras él estuvo seis meses en la cárcel por falsear un cheque, ella permaneció fiel a él. Sin embargo, su plan para estafar al ausente padre sin dinero, resultó a favor de Marjory cuando atrajo la atención de Frank Stoneman. El tío de Marjory la persuadió a que se mudara a Miami y terminar su matrimonio. En el otoño de 1915, Marjory Stoneman Douglas dejó Nueva Inglaterra para reunirse con su padre, a quien no había visto desde la separación de sus padres cuando tenía seis años.

## Carrera como Escritora

### El Heraldo de Miami
Douglas llegó al sur de Florida cuando menos de 5.000 personas estaban registradas en el censo en Miami, las calles estaban hechas de polvo blanco, y "no era más que una terminal de ferrocarriles glorificada". Su padre, Frank Stoneman, fue el primer editor del periódico que más tarde se convirtió en The Miami Herald (El Heraldo de Miami). Stoneman se opuso apasionadamente al gobernador de Florida, Napoleon Bonaparte Broward y a sus intentos para drenar los pantanos. Él había hecho enfurecido a Broward tanto que cuando Stoneman ganó una elección para el Juez de Circuito, el gobernador Broward se negó a validar la elección, así que Stoneman fue referido como "Juez" para el resto de su vida sin tener que realizar los deberes de uno.
Ella se incorporó al personal del periódico en 1915, originalmente como columnista de sociedades, escribiendo sobre fiestas de té y eventos de la sociedad, pero las noticias eran tan lentas que más tarde admitió haber inventado algunas de sus historias: "Alguien diría, '¿Quién es esa señora T.Y. Washrag que tienes en tu columna? Y yo diría, 'Oh, sabes, no creo que ella ha estado aquí mucho tiempo'". Cuando su padre se fue de vacaciones a menos de un año después de su aparición en Miami, le dejó la responsabilidad de la página editorial. Ella desarrolló una rivalidad con un editor en la Metrópolis de Miami cuya mayor familiaridad con la historia de Miami resultó a su favor para burlarse de Douglas en la escritura. Su padre la regañó puesto que debía verificar sus datos mejor.
A Douglas se le asignó en 1916 escribir una historia sobre la primera mujer que se unió a la Fuerza Naval de los Estados Unidos de Miami. Cuando la mujer no se presentó para la entrevista, Douglas se encontró a sí misma uniéndose a la armada como una oficinista de primera clase. Eso no le quedaba, a ella no le gustaba madrugar y sus superiores no apreciaban que ella les corrigiera la gramática siendo una simple capturista, así que ella pidió un relevo y se unió a la Cruz Roja americana, donde estaba asignada a Paris. Ella presenció las tumultuosas celebraciones en la Rue de Rivoli cuando se firmó el armisticio, y se hizo cargo de algunos refugiados de la guerra; viéndolos desplazarse y en estado de shock escribió, "me ayudaron a comprender la situación de los refugiados en Miami sesenta años más tarde".
Después de la guerra, Douglas se encargó de deberes como editora asistente en The Miami Herald. Ella ganó cierta fama a través de su columna diaria titulada "La Galería" y tenía suficiente influencia a través del periódico que se convirtió en algo parecido a una celebridad local. Ella generó un grupo de lectores dedicado e intentó comenzar cada columna con un poema. "La Galería" siempre tuvo un tópico y fue en cualquier dirección que Douglas eligió. Ella promovió la planificación urbana responsable cuando Miami vio un aumento demográfico de 100.000 personas en una década. Ella escribió en apoyo al sufragio femenino, a los derechos civiles y mejor saneamiento al tiempo que se oponía a la prohibición y a los aranceles del comercio exterior.
Algunas de las historias que escribió hablaron de la riqueza de la región en su "desarrollo inevitable", y complementaba sus ingresos con 100 dólares a la semana escribiendo anuncios con derechos que elogiaban el desarrollo del sur de Florida, algo que ella reconsideraría más adelante en su vida. También escribió una balada  en la década de 1920 lamentando la muerte de un vagabundo de 22 años que fue golpeado hasta la muerte en un campo de trabajo, titulado "Martin Tabert del norte de Dakota está caminando en Florida ahora". Se imprimió en The Miami Herald, y se aprobó una ley que prohíbe el arrendamiento convicto, en gran parte debido a su escritura.  "Creo que es la cosa más importante que nunca pude lograr como resultado de algo que he escrito", escribió en su autobiografía.

### Vida como escritora freelance
Después de dejar el periódico en 1923, Douglas trabajó como escritora independiente. De 1920 a 1990 Douglas había publicado 109 artículos de ficción y relatos. Una de sus primeras historias fue vendida a la revista Black Mask por 600 dólares ($7,679 en 2010). Cuarenta de sus relatos fueron publicados en el Saturday Evening Post; uno titulado "Historia de una Mujer Acogedora" fue reimpresa en 1937 en la recopilación de mejores historias cortas del Post. Los temas recurrentes en su ficción se situaban en el sur de la Florida, el Caribe o Europa durante la I Guerra Mundial. Sus protagonistas eran a menudo las mujeres independientes, extravagantes o jóvenes desvalidos que se encontraban con las injusticias sociales o naturales. La gente y los animales de los Everglades sirvieron como sujetos para algunos de sus primeros escritos. "Plumas", originalmente publicado en el Saturday Evening Post en 1930, se basó en el asesinato de Guy Bradley, un guardabosque de la Audubon Society, por los cazadores furtivos. "Alas" no fue una historia de ficción, aunque también apareció primero en el Post en 1931, se trataba de la matanza de aves zancudas de los Everglades para conseguir sus plumas. "Peculiar tesoro de un rey" resultó ganador del segundo lugar en el concurso de "O. Henry Award" en 1928.
Durante la década de 1930, Douglas fue la encargada de redactar un folleto apoyando un jardín botánico llamado "Un argumento para la creación de un jardín botánico tropical en el sur de Florida". Su éxito hizo que en la demanda por su presencia en los clubs de jardinería se incrementara, fue ahí donde dio sus discursos en toda la zona, para servir a la Junta para apoyar el Fairchild Garden o Jardín Botánico Tropical de Fairchild. Ella nombró al jardín como "uno de los mayores logros para el área entera".
Douglas se involucró con el teatro de Miami y escribió algunas obras de un acto que estaban de moda en la década de 1930. Una de ellas, titulada "La puerta de la horca", trataba de una discusión entre una madre y un padre en relación con el carácter de su hijo que es condenado a la horca. Ella sacó la idea de su padre, quien había presenciado ejecuciones cuando vivía en el oeste y el sonido chirriante de la cuerda por soportar el peso del cuerpo colgando lo ponía nervioso. La obra ganó una competencia estatal y ganó también eventualmente 500 dólares en una competencia nacional después de que fue escrita en tres actos.
Douglas sirvió como redactora de la revisión del libro de The Miami Herald (El Heraldo de Miami) desde 1942 a 1949 y como editora de la prensa de la Universidad de Miami desde 1960 a 1963. Publicó su primera novela, titulada El Camino Hacia el Sol, en 1952. Escribió cuatro novelas y varios libros que trataban temas regionales, incluyendo las aves de Florida y David Fairchild, el entomólogo que se convirtió en biólogo al imaginar un parque botánico en Miami. Su autobiografía se tituló Marjory Stoneman Douglas: La Voz del Río y fue escrita en conjunto con John Rothchild en 1987. Ella había estado trabajando en un libro sobre W. H. Hudson durante años, viajando a Argentina e Inglaterra en varias ocasiones. Estaba incompleto cuando ella murió en 1998.

### Los Everglades: Río de Hierba
A principios de la década de 1940, un editor se acercó a Douglas para contribuir a las "Series de los Ríos de América", escribiendo sobre el río Miami. Sin encontrarse impresionada con ello, mencionó que el río Miami era de "una pulgada de largo",  pero investigando se interesó más por los pantanos y convenció al editor para que le permitiera escribir sobre ellos. Estuvo cinco años investigando el poco conocimiento científico que se había registrado sobre la ecología y la historia de los pantanos y el sur de la Florida. Douglas pasaba tiempo con el geólogo Garald Parker, quien descubrió que toda el agua dulce del sur de la Florida provenía del Manto Freático Biscayne, y que se reabastecía gracias a los pantanos. Parker confirmó el nombre del libro que se ha convertido en el apodo de los pantanos cuando Douglas, tratando de captar la esencia de los mismos, preguntó si podría llamar de forma segura el agua dulce que fluye desde Okeechobee como un "río de hierba".
Los Everglades: Río de Hierba fue publicado en 1947 y vendido de su primera impresión un mes después de ser lanzado. La primera línea del libro, "No hay no otros Everglades en el mundo", ha sido llamada el "pasaje más famoso que ha escrito acerca de los Everglades,"  y dicha declaración ahora da la bienvenida a los visitantes de la página web del parque nacional Everglades. Douglas caracterizó a los Everglades como los ecosistemas circundantes a un río digno de protección, que inevitablemente se conectó con la gente y las culturas del sur de Florida. Ella delineó su inminente desaparición en el último capítulo titulado "La Undécima Hora": 
Los incendios de pasto por ganaderos rugieron incontrolablemente. El fuego proveniente de la caña de azúcar se extendió rápidamente y los silbidos en la hierba de la sierra formaban grandes olas y pilares, ondulantes montañas de humo pesado, color crema y púrpura a la sombra. Aviones sobrevolando los claros dejaron caer bombas o colillas de cigarrillos, los incendios explotaron en los corazones de las secas hamacas y se enardecían con cada viento dejando sólo oscuridad... No había agua en los canales con los que combatir [el fuego]... El agua dulce que había sostenido la roca se había ido o se habían reducido tanto abajo en su extraños orificios y hendiduras.
Los Everglades: Río de Hierba incitaron a las personas a proteger la zona. La obra es comparada con el trabajo de 1962 de Rachel Carson sobre los efectos nocivos del DDT, Primavera Silenciosa, ya que ambos libros son "innovadoras llamadas a la acción para que los políticos y ciudadanos tomaran conciencia". Su impacto sigue siendo relevante ya que se afirma que es una de las principales razones por las que Florida recibe tantos turistas, y "sigue siendo la referencia definitiva sobre la situación de los Everglades de Florida". El libro ha pasado por numerosas ediciones y ha vendido 500.000 ejemplares desde su publicación original. El Christian Science Monitor escribió sobre él en 1997, "Hoy su libro no es sólo un clásico de la literatura medioambiental, también se puede leer como un plan para lo que los conservacionistas llaman como el proyecto de restauración ambiental más extenso jamás emprendido en cualquier parte del mundo". La parte mala del impacto del libro, según uno de los escritores que se dedicaron a hacer una restauración de direccionamiento de los Everglades, es que su metáfora es tan predominantemente que es inexacta al describir la compleja red de ecosistemas dentro de los Everglades. David McCally escribió que a pesar del "reconocimiento de Douglas sobre la complejidad del sistema ambiental" ella describió, una preocupación sobre los Everglades por personas que no han leído el libro eclipsa sus explicaciones detalladas.

## Activismo
El sufragio femenino fue un interés temprano para Douglas, y aunque ella tendía a rehuir la polémica en sus primeros trabajos en The Miami Herald, en su tercer día como columnista de sociedad, ella eligió el sufragio y comenzó a centrarse en escribir sobre las mujeres en posiciones de liderazgo. En 1917, viajó con Mary Baird Bryan, esposa de William Jennings Bryan y otras dos mujeres a Tallahassee para intervenir a favor del derecho a voto de las mujeres. Douglas no quedó impresionada con el recibimiento que tuvo el grupo de la legislatura de Florida. Más tarde escribió sobre su experiencia: "las cuatro hablábamos a una comisión conjunta con nuestros mejores sombreros. Hablar con ellos era como hablar con imágenes talladas. Nunca nos prestaron atención para nada en absoluto." Douglas fue capaz de votar por primera vez después de que regresó de Europa en 1920.

Utilizando su influencia en The Miami Herald, Douglas escribió columnas sobre la pobreza:
Puedes tener la ciudad más bella del mundo en cuanto a apariencia, las calles pueden ser limpias y brillantes, los árboles y las avenidas amplias y alineadas, los edificios públicos dignos, adecuados y bien cuidados, pero si se tiene un departamento de salud débil o insuficiente, o una laxa opinión pública sobre el tema, todo el esplendor de la ciudad no tendrá valor.
 En 1948, Douglas trabajó en el Comité para la Limpieza del Barrio Bajo Coconut Grove, con una amiga suya llamada Elizabeth Virrick, quien se horrorizó al saber que no hay agua corriente ni cloacas que estuvieran conectadas a la parte racialmente separada de Coconut Grove. Ayudaron a aprobar una ley para que todas las viviendas en Miami pudieran tener lavabos y bañeras. En los dos años que tardaron para que el referéndum fuera aprobado, trabajaron para tramitar un préstamo para los residentes negros de Coconut Grove, a quienes se les prestaría el dinero sin intereses a pagar por el trabajo de fontanería. Douglas señaló que todo el dinero prestado sería devuelto.

### El trabajo sobre los Everglades
Douglas se involucró en los Everglades desde la década de 1920, cuando se unió a la Junta del Comité Tropical parque nacional Everglades, un grupo liderado por Ernest F. Coe y dedicado a la idea de hacer un parque nacional de los Everglades. Alrededor de los años sesenta, los Everglades estaban en peligro inminente de desaparecer para siempre debido a la mala gestión en nombre del progreso, las bienes raíces y el desarrollo agrícola.
Así, se animó a involucrarse con los líderes de grupos ambientalistas, en 1969 --con 79 años de edad — Douglas fundó "Amigos de los Everglades" para protestar por la construcción de un jetport en el Gran Ciprés, en una porción de los pantanos. Ella justifica su participación diciendo, "es asunto de una mujer interesarse por el medio ambiente. Es una forma extendida de orden y limpieza."
Ella recorrió el estado haciendo "cientos de llamadas de denuncias" por el proyecto del aeropuerto y así aumentar el número de miembros en Amigos de los Everglades a 3.000 dentro de sólo tres años. Ella lideró la operación de información pública a tiempo completo desde su casa y se enfrentó a la hostilidad de los desarrolladores y promotores del jetport, quienes la llamaron un "maldita seguidora de mariposas". El presidente Richard Nixon descartó sin embargo, el financiamiento para el proyecto debido a los esfuerzos de muchos grupos de vigilancia de los Everglades.
Douglas continuó siendo activista y centró sus esfuerzos en restaurar los Everglades tras declarar que "la conservación es ahora una palabra muerta... no se puede conservar lo que no se tiene." Su crítica fue dirigida a dos entidades que ella consideraba eran las que estaban haciendo más daño a los Everglades. Una coalición de productores de caña de azúcar, llamada Gran Azúcar, fueron acusados de contaminar el lago Okeechobee bombeando agua contaminada con sustancias químicas, desechos humanos y basura en el lago, que sirve como la fuente de agua fresca para el área metropolitana de Miami. Ella comparó los sembradíos de caña de azúcar con caña cultivada en las Indias Occidentales, las cuales, ella afirmó, eran más ambientalmente amigables, tuvieron un largo ciclo de cosecha menos dañino para los nutrientes del suelo y era menos caro para los consumidores debido al mayor contenido de azúcar.
Además de Gran Azúcar, Douglas habló el daño que el Cuerpo de Ingenieros del Ejército le estaba haciendo a los Everglades por desviar el flujo natural del agua. El cuerpo fue responsable de construir más de 1.400 millas (2.300 km) de canales para desviar el agua lejos de los Everglades después de 1947. Cuando se propuso el proyecto "Central & South Florida" (C & SF), dirigida por exmiembros del Cuerpo de Ingenieros, para ayudar a los Everglades, Douglas inicialmente dio su aprobación ya que prometieron entregar el agua necesaria a los Everglades.
Sin embargo, ya en su aplicación, el proyecto cambió de curso ya que en lugar de llevar más agua de los Everglades, el calendario de los flujos del agua cambió para satisfacer las necesidades de riego de los agricultores de caña de azúcar, y dieron una rotunda negación para liberar agua al parque nacional de Everglades hasta que mucha de la tierra era irreconocible. "¡En qué mentirosa me llegué a convertir!" comentó Douglas, luego sugirió la motivación detrás de toda la excavación y desvío diciendo: "sus madres obviamente nunca los dejaron juegar en el barro con los pies descalzos, así que ahora lo reflejan hacia nosotros jugando con cemento".
Douglas estaba dando un discurso tratando temas como las prácticas dañinas del Cuerpo de Ingenieros de la Armada, cuando el coronel presente dejó caer su pluma en el suelo. Cuando él se agachó a recogerlo, Douglas detuvo su discurso y le dijo: "¡Coronel, podrá encogerse debajo de la mesa y ocultarse, pero no puede huir de mi!"

En 1973, Douglas asistió a una reunión sobre la conservación de los pantanos de la Ciudad Everglades y fue observada por John Rothchild:
La Sra. Douglas era la mitad en tamaño de sus colegas ponentes y usaba anteojos oscuros enormes, que junto con el enorme sombrero, la hacían parecerse a Scarlett O'Hara interpretada por Igor Stravinsky. Cuando hablaba, todos dejaban de cazar mosquitos en la habitación y se ponían más en orden. Ella nos recordó de nuestra responsabilidad con la naturaleza y no recuerdo qué más. Su voz tenía el efecto aleccionador de una maestra. El tono mismo parecía domar al más ruidoso de los cangrejeros de piedra, además de a los desarrolladores y a los abogados de ambos lados. Me pregunto si su voz también intimidaría a los mosquitos... Finalmente la solicitud de un permiso para el Cuerpo de Ingenieros de la Armada fue negado. Esto no fue una sorpresa para aquellos de nosotros que la habíamos oído hablar.
Douglas no fue bien recibida por algunos espectadores. Se opuso a la evacuación de un suburbio en el Condado de Dade llamado East Everglades. Después de que el condado aprobara los permisos de construcción en los Everglades, la tierra se inundó como lo había hecho durante siglos. Cuando los propietarios exigieron que el Cuerpo de Ingenieros de la Armada drenara sus vecindarios, ella era la única voz de oposición. En la audiencia de 1983, ella fue abucheada por la audiencia conformada por los residentes. "¿No pueden abuchear más alto que eso?" reprendidos, eventualmente hizo reír a la audiencia. "Miren. Soy una anciana. He estado aquí desde las 8:00. Ahora son las once. Tengo toda la noche y estoy acostumbrada al calor", les dijo. Más tarde, escribió, "son todas buenas almas — simplemente no deberían estar allí." Los comisionados del Condado de Dade finalmente decidieron no drenar.
El gobernador de Florida Lawton Chiles explicó su impacto, diciendo, "Marjory fue la primera voz que realmente despertó a muchos de nosotros sobre lo que le estábamos haciendo a nuestra calidad de vida. No era sólo una pionera del movimiento ambientalista, era una profeta, llamando a nosotros para salvar el medio ambiente para nuestros hijos y nuestros nietos."

### Otras causas
Douglas también estuvo como un miembro fundador del primer capítulo de "American Civil Liberties Union" organizado en el sur en la década de 1950. Ella le brindó apoyo a la enmienda de igualdad de derechos, hablando a la legislatura de Tallahassee incitándolos a ratificar. En la década de 1980, Douglas brindó su apoyo a "Florida Rural Legal Services" (Servicios Legales Rurales de Florida), un grupo que se encarga de proteger a los trabajadores agrícolas migrantes que viven en Belle Glade y que fueron empleados principalmente por la industria de la caña de azúcar. Ella le escribió al gobernador Bob Graham en 1985 para animarlo a evaluar las condiciones de los trabajadores migrantes. El mismo año, Douglas se acercó a la Junta Escolar del Condado de Dade e insistió en que el Centro de Naturaleza de Biscayne -que había sido ubicado en stands de perros calientes-., necesitaba un edificio propio. El centro recibió un edificio hasta 1991, cuando el Departamento de Educación de Florida donó $ 1,8 millones para el Centro de Naturaleza de Biscayne Marjory Stoneman Douglas en Crandon Park.

## Vida personal

### Puntos de vista religiosos
A pesar de que Douglas creció en un hogar Episcopal, ella misma se describió como agnóstica a lo largo de su vida y prohibió cualquier ceremonia religiosa en su sepulcro. Douglas había ligado su agnosticismo al hecho de que sus oraciones no fueron contestadas cuando su madre estaba muriendo. Sin embargo, ella acredita la motivación para su apoyo a las mujeres el sufragio a sus abuelos paternos pertenecientes a la sociedad cuáquera y a su tatara-tío Levi Coffin, un organizador del tren subterráneo, a quien orgullosamente admiraba por su trabajo en la abolición de la esclavitud. Ella escribió que su esposa era amiga de Harriet Beecher Stowe y que le se había confiado a Stowe historia de Eliza en la La Cabaña del Tío Tom, huyendo de la esclavitud porque la tatara-tía de Douglas cuidó de Eliza y de su bebé después de su escape. Frank Stoneman creció en una colonia de cuáqueros, y Douglas se mantuvo con algunos rastros de su educación a lo largo de la vida, incluso después de convertirse a Episcopal. El escritor Jack Davis y su vecina Helen Muir dijeron que esta influencia cuáquera estaba detrás del uso del término "Amigos" en el nombramiento de las organizaciones de "Amigos de los Everglades" y "Amigos de la Biblioteca de la Universidad de Miami".

### Salud Mental
De niña, Douglas tenía una relación muy estrecha con su madre después de la separación de sus padres. Ella fue testigo de la desestabilidad emocional de su madre, causante de que fuera institucionalizada e incluso mucho después de que su madre regresó a vivir con ella, ella mostraba conductas extrañas e infantiles.  Tras la muerte de su madre, su traslado a Miami y su descontento con su trabajo como editora asistente en The Miami Herald, en la década de 1920, sufrió la primera de las tres crisis nerviosas.
Douglas dijo que había tenido "períodos en blanco" antes de comenzar su matrimonio, pero eran breves. Ella ligaba estos lapsos a la locura de su madre. Finalmente dejó el periódico, pero después de la muerte de su padre en 1941 sufrió una tercera y final crisis, cuando sus vecinos la encontraron itinerante en el barrio una noche gritando. Ella admitió que tenía un "complejo por su padre", lo explicó diciendo: "Haber sido criada sin él y luego volver y encontrarlo tan simpático, tuvo un poderoso efecto".

### Hábitos personales
Independientemente de su dedicación a la preservación de los pantanos, Douglas admitió que el tiempo que pasó en realidad fue esporádico, llevándola allí para hacer picnics ocasionales. "Para ser un Amigo de los Everglades, no es necesario pasar tiempo vagando por ahí... Hay demasiados bichos, es demasiado húmedo y también es generalmente inhóspito", escribió. En cambio, entendió que la salud del medio ambiente es un indicador del bienestar general de la humanidad.
A pesar de la apariencia recatada de Douglas — medía 5 pies con 2 pulgadas (1,57 m), pesaba 100 libras (45 kg) y estaba siempre impecablemente adornada con perlas, guantes y un sombrero de paja — tuvo una extraordinaria habilidad para llegar al punto. Ella era conocida por hablar con párrafos perfectos y precisos y era respetada por su dedicación y conocimiento de sus súbditos; incluso sus críticos admitieron su autoridad en los Everglades. Jeff Klinkenberg, reportera para el St. Petersburg Times, quien entrevistó y escribió varias historias sobre Douglas, escribió, "ella tenía la lengua como una navaja y la autoridad moral para avergonzar a los burócratas y políticos, y hacer que las cosas sucedieran". Douglas era conocida por trastabillar a los reporteros que no habían leído sus libros y hacían preguntas desinformadas.
Ella disfrutaba de beber Whisky Escocés y Jerez; como un amigo le recordó, "ella llegaba y tomaba un Jerez, luego se iba a su casa, yo la acompañaba caminando a casa y entonces bebíamos otro Jerez. Qué divertida era ella". Douglas nunca aprendió a conducir y nunca tuvo un auto. Su casa tampoco tenía aire acondicionado, cocina eléctrica ni lavavajillas.
Ella se había relacionado con varios hombres tras su divorcio, siendo uno de ellos la razón por la que se alistó en la Cruz Roja, cuando se había ido a Francia como un soldado. Sin embargo, dijo que no creía en las relaciones sexuales extramaritales y que no habría deshonrado a su padre por ser promiscua. Ella le dijo a Klinkenberg en 1992, que ella francamente no tuvo sexo desde su divorcio, diciendo "No era una mujer salvaje". A pesar de ello, era aficionada de decir que usaba la emoción y la energía en su trabajo. "Las personas parecen no darse cuenta de que la energía que se usa para tener relaciones sexuales, toda la emoción que lo rodea, puede emplearse también en otras formas", escribió en su autobiografía.

## Premios, muerte y legado

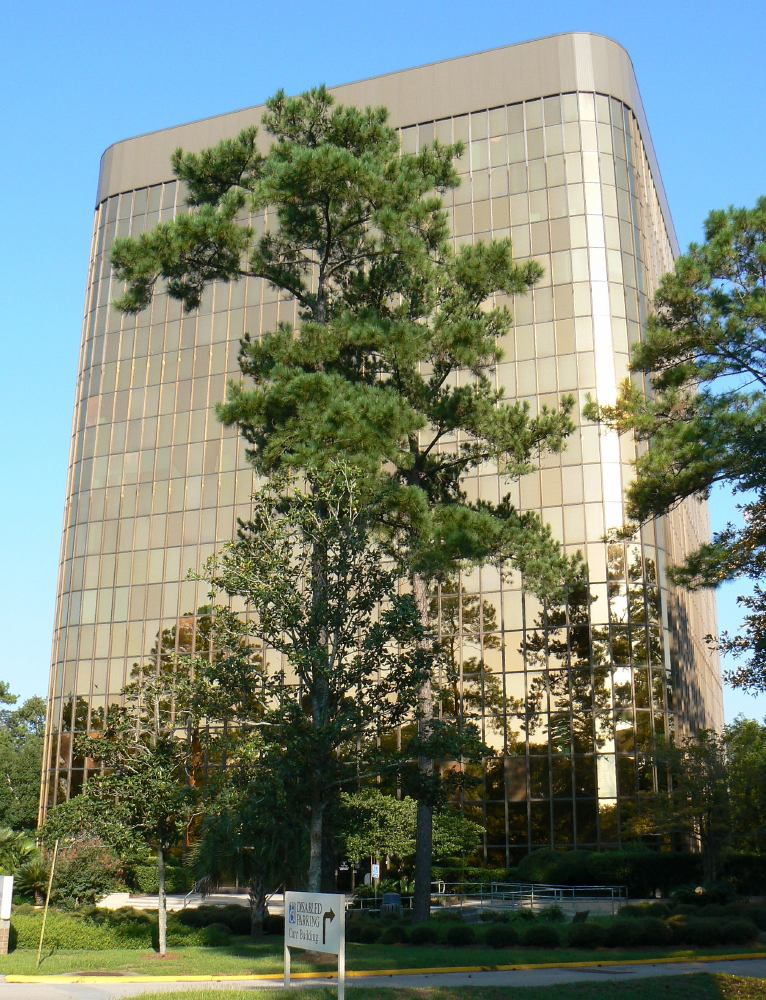
Edificio Marjory Stoneman Douglas Building, Tallahassee, Florida. Departamento de Protección Ambiental de Florida

### Honores
Douglas comenzó a ganar honores desde sus primeros días como escritora para The Miami Herald. En la década de 1980, los premios fueron cada vez más prestigiosos, y la reacción ante ellos fueron mezcladas. El Departamento de Recursos Naturales de Florida (ahora el Departamento de Protección Ambiental de Florida) en 1980, recibió lo que ella consideraba un dudoso honor. Ella le dijo a un amigo que ella hubiera preferido ver los Everglades restaurados que su nombre en un edificio. Durante su discurso de aceptación, arremetió contra Ronald Reagan y el entonces Secretario del Interior James Watt por su enfoque mediocre en la conservación del medio ambiente. La Asociación de Conservación de Parques Nacionales estableció el premio Marjory Stoneman Douglas en 1986, que "hace honor a las personas que a menudo deben ir muy lejos para defender y luchar por la protección del sistema de parques nacionales". A pesar de la ceguera y la audición disminuida, Douglas continuó siendo activa en su segundo siglo y fue honrada con la visita de la Reina Isabel II, a quien Douglas dio una copia firmada de Everglades: Río de Hierba en 1991. En lugar de regalos y celebraciones, Douglas pidió que plantaran árboles en su cumpleaños, resultando en más de 100.000 árboles plantados a lo largo del estado y un ciprés en el jardín de la mansión del gobernador. El Distrito de Administración del Agua del Sur de Florida comenzó a quitar plantas exóticas que habían crecido en los Everglades cuando Douglas tenía 102 años.
En 1993, el presidente Bill Clinton le otorgó la Medalla Presidencial de la Libertad, el más alto honor otorgado a un civil. La cita en la medalla decía: "Marjory Stoneman Douglas personifica el compromiso apasionado. Su cruzada para preservar y restaurar los Everglades ha mejorado en respecto de nuestra nación para nuestro precioso entorno, recordando a todos nosotros del delicado equilibrio de la naturaleza. Agradecidos estadounidenses honran a la 'Abuela de los Claros' siguiendo su ejemplo espléndido en la protección de la belleza y esplendor para las generaciones venideras." Douglas donó su medalla al Colegio Wellesley. Los otros precios, los almacenó en el piso de su casa.
Douglas estuvo en el Salón de la Fama de la Federación National de la Vida Silvestre en 1999 y en el Salón Nacional de la Fama de Mujeres en el 2000. John Rothchild la declaró feminista antes de que existiera la palabra, pero no del todo. Al enterarse de que iba a ser agregada, se preguntó, "¿Por qué tendrían un Salón de la Fama de Mujeres, como del que he escuchado el otro en el que quieren ponerme? ¿Por qué no hay un Salón de la Fama del Ciudadano?" Douglas fue incluida en un homenaje a las mujeres pioneras cuando el personaje de televisión Lisa Simpson hizo un de papel maché de ella con Georgia O'Keeffe y Susan B. Anthony en un episodio de Los Simpsons.
Algunas de las historias de Douglas fueron recolectadas de la Universidad de Florida, Kevin McCarthy en dos colecciones editadas: Nueve Historias de Florida en 1990 y Un Río en Inundación en 1998. McCarthy escribió que él había recolectado las historias cortas de Douglas porque la mayoría de las personas en la década de 1990 era conscientes de su fama como ecologista, pero muchos no sabían sobre su carrera como escritora independiente. "Probablemente ninguna otra persona ha sido tan importante para el bienestar del medio ambiente de Florida como ésta señorita de Coconut Grove", McCarthy escribió en la introducción de Un Río en Inundación.

### Conmemoraciones
Marjory Stoneman Douglas murió a los 108 años de edad el 14 de mayo de 1998. John Rothchild, quien ayudó a escribir su autobiografía, dijo que su muerte fue lo único que podría "callarla", pero añadió, "el silencio es terrible".  Carl Hiaasen la elogiaba en The Miami Herald, escribiendo que "Everglades: Río de Hierba era "monumental", de igual forma elogió su pasión y su determinación; incluso cuando los políticos finalmente encontraron valor en los Everglades y la visitaron para sacarse una foto, ella todavía provocó que ellos hicieran más cosas y más rápido.
La Federación Nacional de Vida Silvestre la describió como "una voz incansable, elocuente y apasionada por el medio ambiente". El Presidente de la Sociedad Audubon de Florida, Ed Davison la recordó diciendo: "tenía una visión clara de cómo deberían ser las cosas, y no dio mucha credibilidad a excusas sobre por qué no son así. Ella daba estos discursos cascarrabias pero maravillosos, donde no habría ninguna respuesta. No puedes responderle de regreso a un regaño de abuela. Todo lo que puedes hacer es entrelazar tus pies y decir: 'Sí, señora"." Ella era consciente de esto; ella incluso dijo: "la gente no puede ser grosera con esta pobre viejecita. Pero yo puedo ser grosera con ellos, pobres queridos, y nadie me puede parar." Sus cenizas fueron dispersadas en las 1.300.000 hectáreas (5.300 km²) de la zona de desierto Marjory Stoneman Douglas en el parque nacional Everglades.
En el año 2000, un compositor de Naples, Florida, llamado Steve Heitzeg, escribió una pieza para orquesta con duración de 15 minutos para la Filarmónica de Nápoles titulada "La Voz de los Everglades (Epitafio de Marjory Stoneman Douglas)". Heitzeg explicó la motivación para su pieza, diciendo: "Ella era franca, era directa, tenía la energía y convicción para hacer del mundo un lugar mejor". Dos escuelas públicas del sur de Florida fueron nombradas en su honor: las escuelas públicas del Condado de Broward "Marjory Stoneman Douglas High School" secundaria y las escuelas públicas del Condado de Miami-Dade "Marjory Stoneman Douglas Elementary School".

### El hogar Douglas
La casa de campo de Douglas, situada en Coconut Grove en 3744 – 3754 Stewart Avenue, fue construida en 1924. Ella escribió todos sus libros principales y cuentos en la casa de campo, así que la ciudad de Miami lo designó como un sitio histórico en 1995, no solo por haber tenido una dueña famosa, sino también por su exclusiva Arquitectura vernácula de mampostería.
Después de la muerte de Douglas, Amigos de los Everglades propuso hacer la casa parte de un centro de educación sobre Douglas y su vida, pero los vecinos protestaron, alegando problemas de aparcamiento, el tráfico y la afluencia de visitantes en el tranquilo barrio. La casa, que tenía una línea exterior de agua estancada por la inundación provocada por el huracán de Miami en 1926 y destrozos de una infestación de las abejas, había caído más en el abandono. Por un tiempo, la idea de mudar la casa al Jardín Botánico Tropical de Fairchild en Coral Gables, el cual Douglas ayudó a desarrollar y donde hay una estatua de bronce de tamaño natural para conmemorar sus esfuerzos, se consideró. El estado de la Florida posee la casa de Douglas y la dejó a cargo del cuidado del servicio del parque de Florida en abril de 2007, una división del Departamento de Protección Ambiental de Florida. La restauración de los suelos tuvo lugar en los meses siguientes. El servicio de agua se acopló a la casa y se actualizó el sistema eléctrico por razones de seguridad. Todo el trabajo fue aprobado por el Departamento de Recursos Históricos. Un guardabosques fue colocado como residente en la casa de Douglas para ayudar a mantener la estructura y la propiedad.

## Trabajos notables

### Libros
- The Everglades: River of Grass. Rinehart, 1947. (Everglades: Ríos de Hierba)
- Road to the Sun. Rinehart, 1952. (Camino al Sol)
- Freedom River Florida 1845. Charles Scribner's Sons, 1953. (El Río Florida de la Libertad)
- Hurricane. Rinehart, 1958. (Huracán)
- Alligator crossing. John Day, 1959. (Cruce de cocodrilo)
- The Key to Paris. Keys to the Cities Series. Lippincott, 1961. (La Llave a París)
- Florida the Long Frontier. Harper & Row, 1967. (Florida, la Frontera Larga)
- The Joys of Bird Watching in Florida. Hurricane House, 1969. (Las Dichas de Observar las Aves en Florida)
- Adventures in a Green World – the Story of David Fairchild and Barbour Lathrop. Field Research Projects. 1973. (Aventuras en el Mundo Verde- La Historia de David Fairchild y Barbour Lathrop)
- Marjory Stoneman Douglas: Voice of the River. with John Rothchild. Pineapple Press, Inc. 1987. (Marjory Stoneman Douglas: La Voz del Río)

### Colección de Cuentos Cortos
- Nine Florida Stories by Marjory Stoneman Douglas. Ed. Kevin M. McCarthy. University of North Florida, 1990. (Nueve Historias de Florida por Marjory Stoneman Douglas)
  - "Pineland" (Tierra de Pino)
  - "A Bird Dog in the Hand" (Un Perro de Caza en la Mano)
  - "He Man" (El hombre)
  - "Twenty Minutes Late for Dinner" (Veinte Minutos Tarde para Cenar)
  - "Plumes" (Plumas)
  - "By Violence" (Por violencia)
  - "Bees in the Mango Bloom" (Abejas en las flores de mango)
  - "September-Remember" (Recuerda Septiembre)
  - "The Road to the Horizon" (El Camino al Horizonte)

- A River in Flood and Other Florida Stories by Marjory Stoneman Douglas. Ed. Kevin M. McCarthy. University Press of Florida, 1998. (Un río en inundación y otras historias de Florida por Marjory Stoneman Douglas).
  - "At Home on the Marcel Waves" (En casa sobre las olas de Marcel)
  - "Solid Mahogany" (Caoba sólida)
  - "Goodness Gracious, Agnes" (Dios mío, Agnes)
  - "A River in Flood" (Un Río en Inundación)
  - "The Mayor of Flamingo" (El Alcalde del Flamingo)
  - "Stepmother" (Madrastra)
  - "You Got to Go, But You Don't Have to Come Back" (Tienes que irte pero no tienes que regresar)
  - "High-Goal Man" (El Hombre de los Altos Objetivos)
  - "Wind Before Morning" (El viento antes de la Mañana)